# 킬리언 셰리던
킬리언 셰리던(영어: Cillian Sheridan, 1989년 2월 23일 ~ )은 아일랜드의 축구 선수로, 포지션은 중앙 공격수이다. 2023년 현재 스코티시 챔피언십의 던디 FC에서 활약하고 있다.
셰리던은 2006년 스코틀랜드 프리미어십의 명문팀 셀틱에 입단하면서 프로 경력을 시작하였다. 그러나 성인 무대 경험이 적었던 셰리던은 스코틀랜드 내 다른 팀들로 임대를 전전하게 되었다. 2010년 셰리던은 불가리아의 CSKA 소피아로 완전 이적을 하였으며, 2011년부터 2012년까지 세인트 존스톤으로의 임대 이적으로 스코틀랜드 무대에 복귀하였다. 2013년 키프로스의 아포엘로 완전 이적을 하였다. 2017년 폴란드 엑스트라클라사의 야기엘로니아 비아위스토크로 이적하였다.
2010년 아일랜드 축구 국가대표팀에 선발되어 3경기를 치른 경력이 있다.

## 수상

#### 셀틱
- 스코틀랜드 프리미어십
  - 우승 (2회) : 2006–07, 2007–08
- 스코티시컵
  - 우승 (1회) : 2006–07
- 스코틀랜드 리그컵
  - 우승 (1회) : 2008–09

#### CSKA 소피아
- 불가리아컵
  - 우승 (1회) : 2010–11

#### 아포엘
- 키프로스 1부 리그
  - 우승 (2회) : 2013–14, 2014–15
- 키프로스컵
  - 우승 (2회) : 2013–14, 2014–15
- 키프로스 슈퍼컵
  - 우승 (1회) : 2013